# 蘇埃斯卡

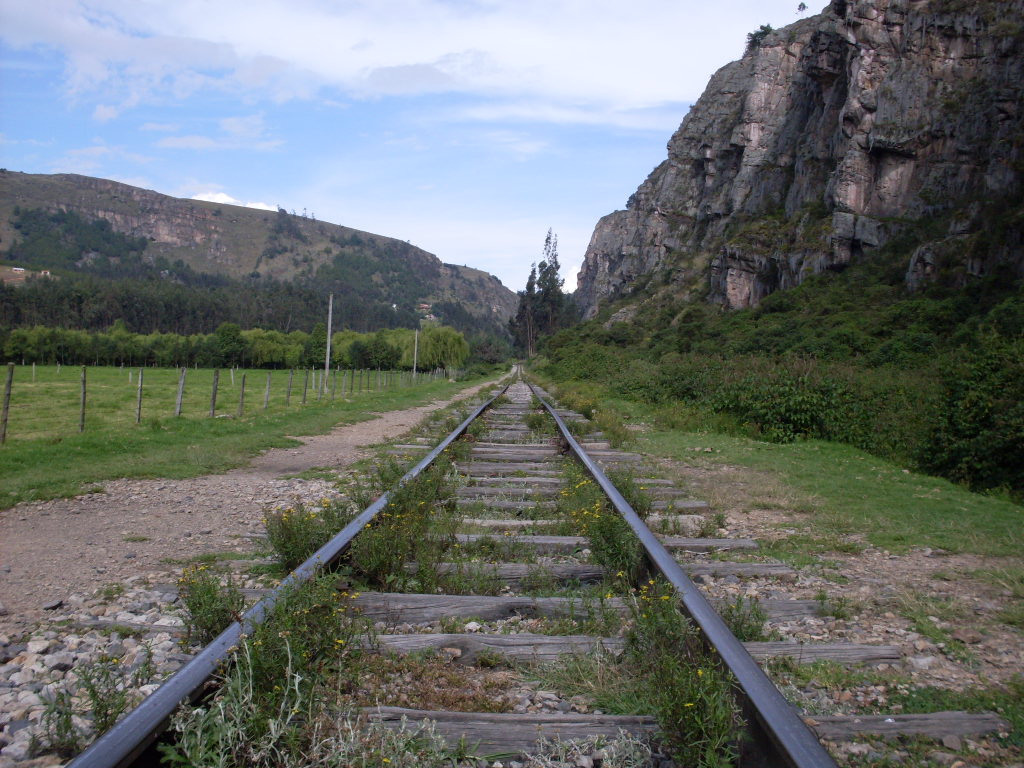

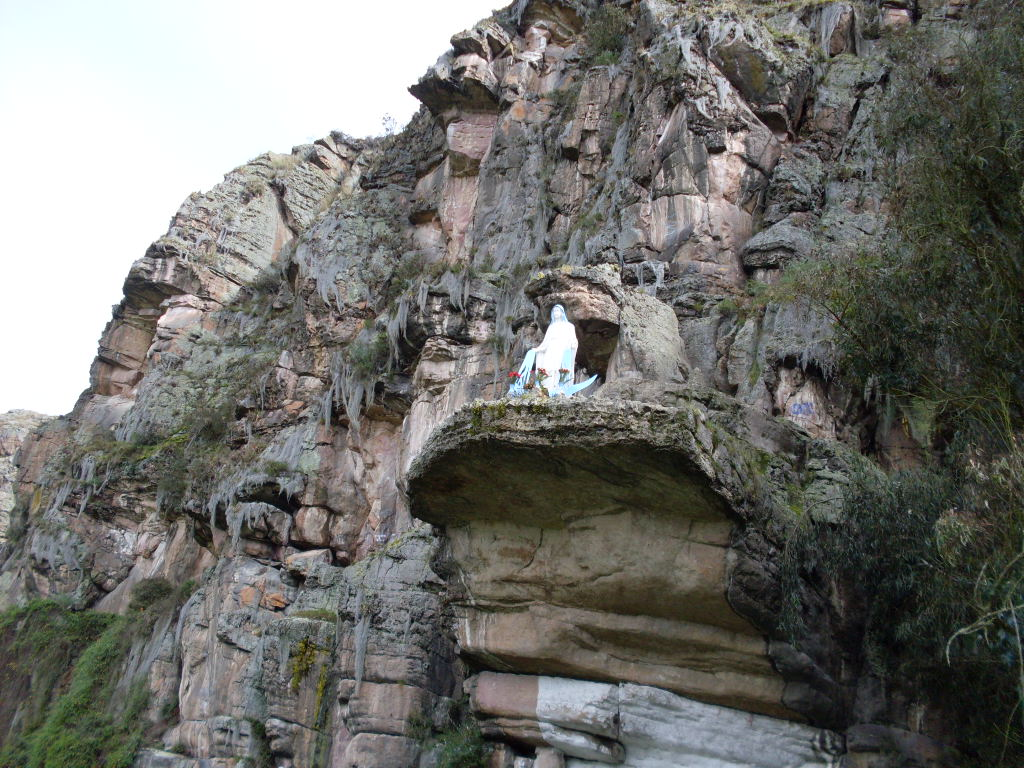

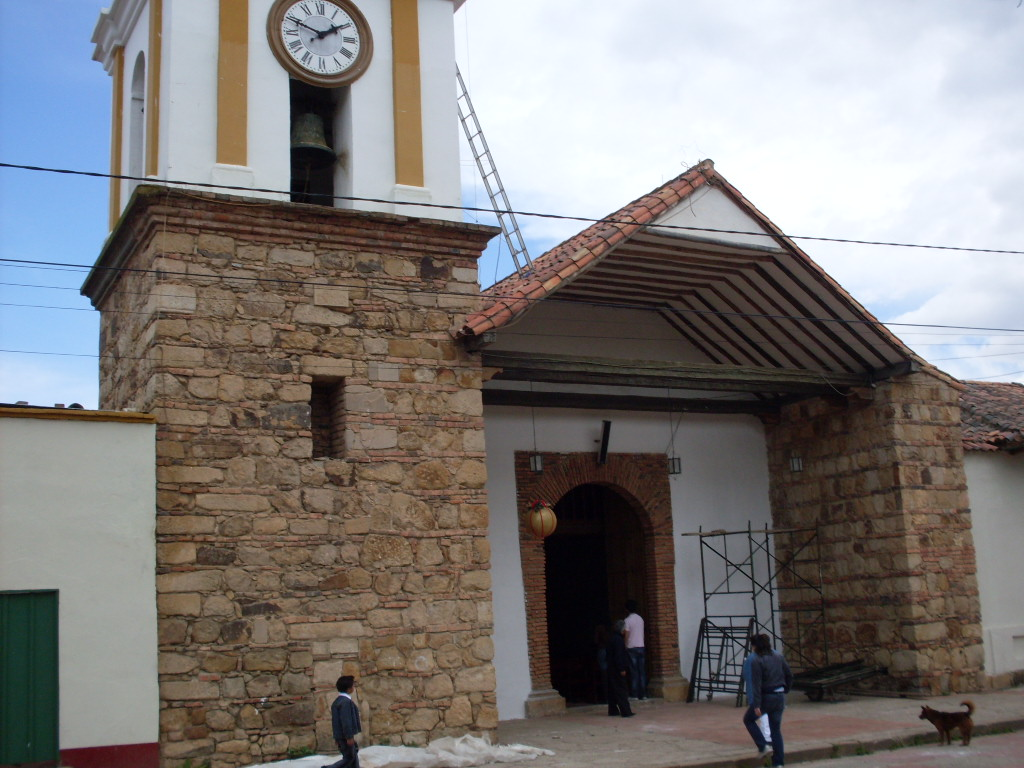

蘇埃斯卡（西班牙語：Suesca）是哥倫比亞的城鎮，位於該國中部，由昆迪納馬卡省負責管轄，距離首府波哥大59公里，始建於1537年3月14日，海拔高度2,718米，主要經濟活動有園藝業和農業，2005年人口13,985。

## 外部連結
- Página del Departamento de Cundinamarca（页面存档备份，存于）
- Página Oficial del Municipio de Suesca （页面存档备份，存于）
- Página De MonoDedo Colombia-Donde Escalar-Suesca （页面存档备份，存于）

05°06′N 73°48′W / 5.100°N 73.800°W